# Cucafera de Tarragona
La Cucafera de Tarragona és una figura zoomòrfica que apareix al Seguici Popular de Tarragona carregada per sis portadors i un setè que s'encarrega de fer moure la cua, coll i boca. La Cucafera forma part d'una fauna fantàstica que representa l'infern i el diable, tot i que la bèstia tarragonina no va acompanyada de cap aparell pirotècnic i els seus portadors llencen caramels per Santa Tecla. El 1381 la ciutat de Tarragona va gaudir per primer cop a la història de la presència d'una Cucafera, la de Montblanc, durant una festa extraordinària. L'any 1991 es va recuperar la peça de mans de l'Associació de Veïns del Port.